# Ханс Јакоб
Ханс Јакоб;Минхен, 16. јуни 1908. – 24. март 1994. Регензбург) бивши њемачки фудбалер који је играо на позицији голмана. Освајач је бронзане медаље на Свјетском првенству 1934.
Наступао је за SSV Jahn Regensburg (1926—1942) за који је бранио у преко 1000 утакмица, затим за ФК Бајерн Минхен (1942—1945), и на крају за 1.FC Lichtenfels (1945—1949). За репезентацију Њемачке наступио је 38 пута и био је дио тимова на Свјетском првенству у фудбалу 1934. и 1938. На Свјетским првенствима одиграо је само једну утакмицу и то у утакмици за треће мјесто 1934. Био је дио чувених Бреславских 11 (њем. Breslau Elf), тима који је у Бреславу (садашњи Вроцлав), савладао Данску 8:0. Учесник је и Љетних олимпијских игара 1936.